# John Maggs
Pour les articles homonymes, voir Maggs.
 (juillet 2023).
Si vous disposez d'ouvrages ou d'articles de référence ou si vous connaissez des sites web de qualité traitant du thème abordé ici, merci de compléter l'article en donnant les références utiles à sa vérifiabilité et en les liant à la section « Notes et références ».
John Maggs, né John Charles Maggs en 1819 à Bath dans le comté de Somerset et mort le 3 novembre 1896 dans la même ville, est un peintre anglais, connu pour ses peintures représentant des véhicules hippomobiles en Grande-Bretagne, comme le Mail coach dans les années 1800, réalisé lors de l'apogée de ce moyen de transport.

## Biographie
Il naît à Bath dans le comté de Somerset en 1819.
Au cours de sa carrière, il se spécialise dans la peinture de véhicules à traction hippomobile, comme le Mail coach ou la diligence. Dans ces peintures figurent de nombreux éléments en rapport avec ce thème, comme les relais de poste, les auberges et les écuries, ainsi que des lieux proches, comme le champ de course hippique de Newmarket. 
Il décède à Bath en 1896.

## Galerie

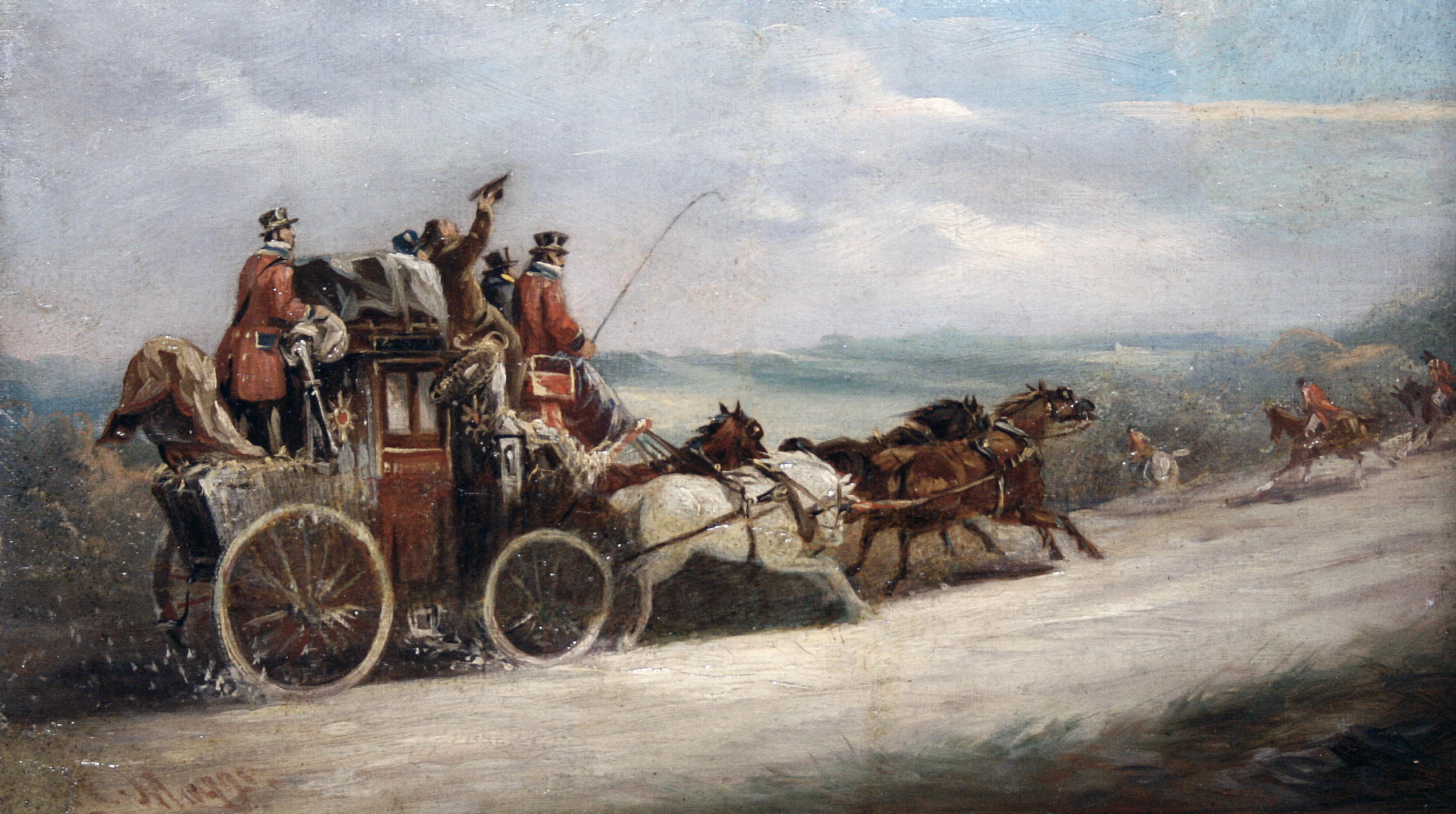
A coach and four with a hunt passing before them (sans date)
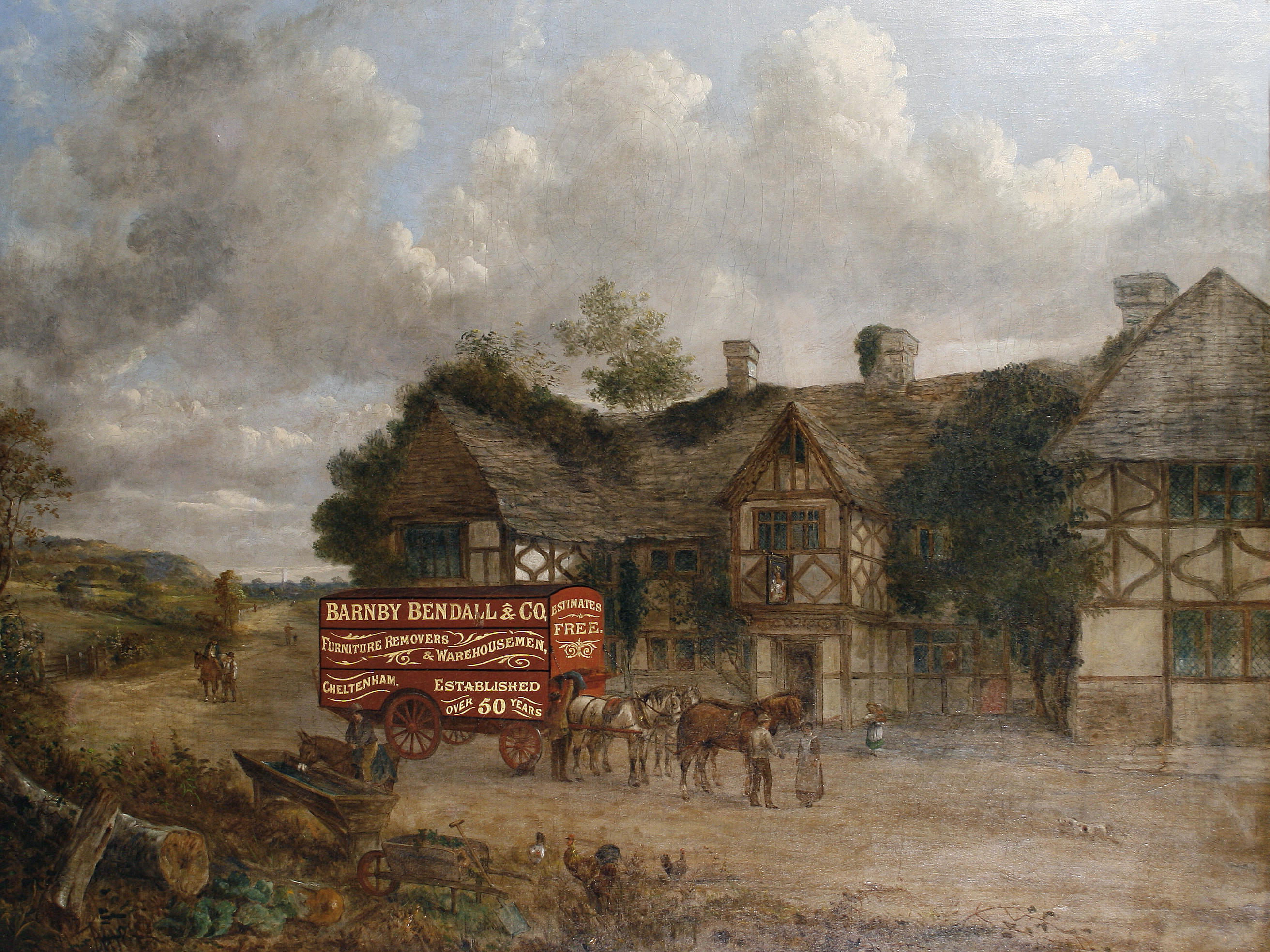
A coach by an inn (1892)
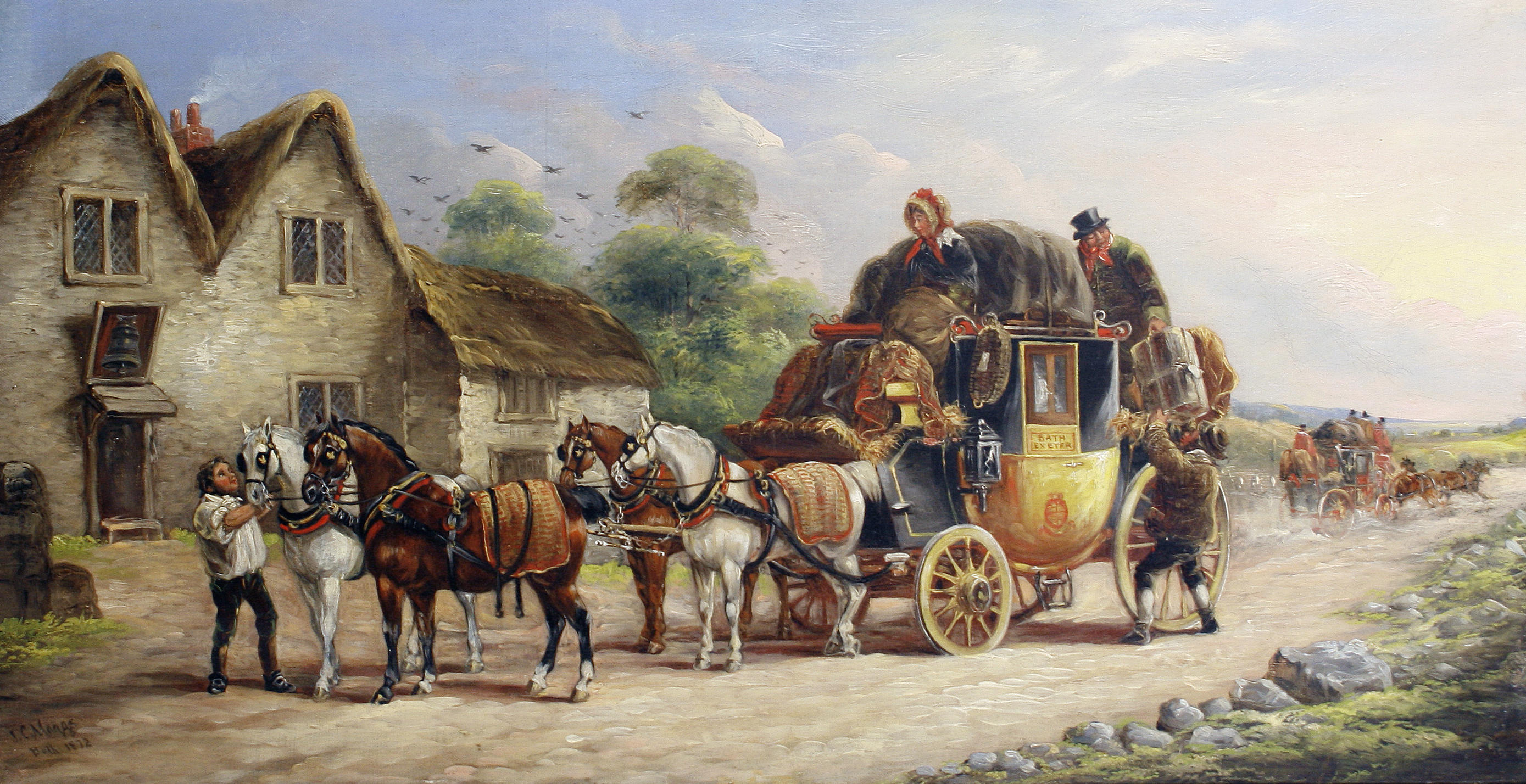
Royal Coach; Bath to Exeter Stage; Manchester to London Coach (1884)
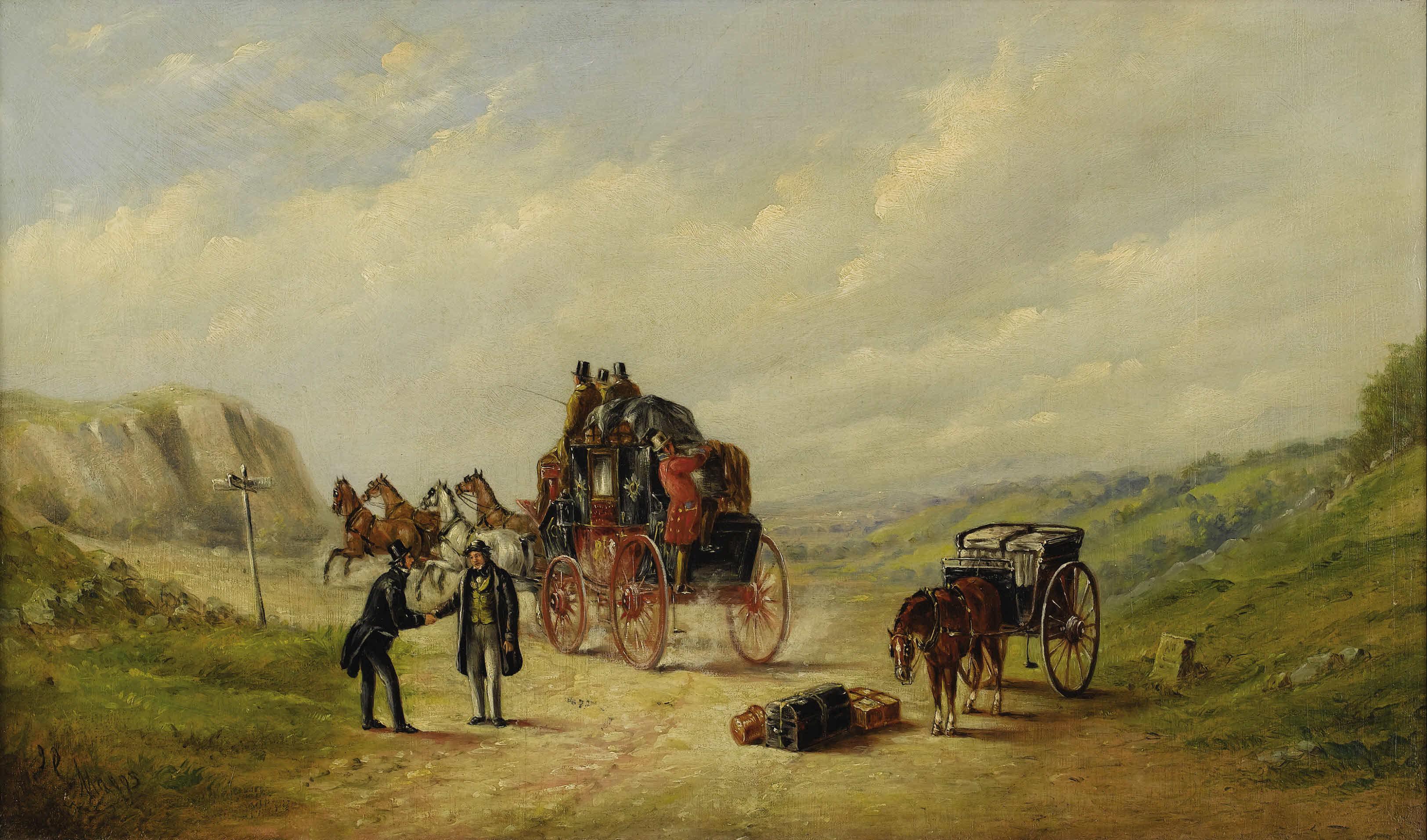
The Crossroads (sans date)
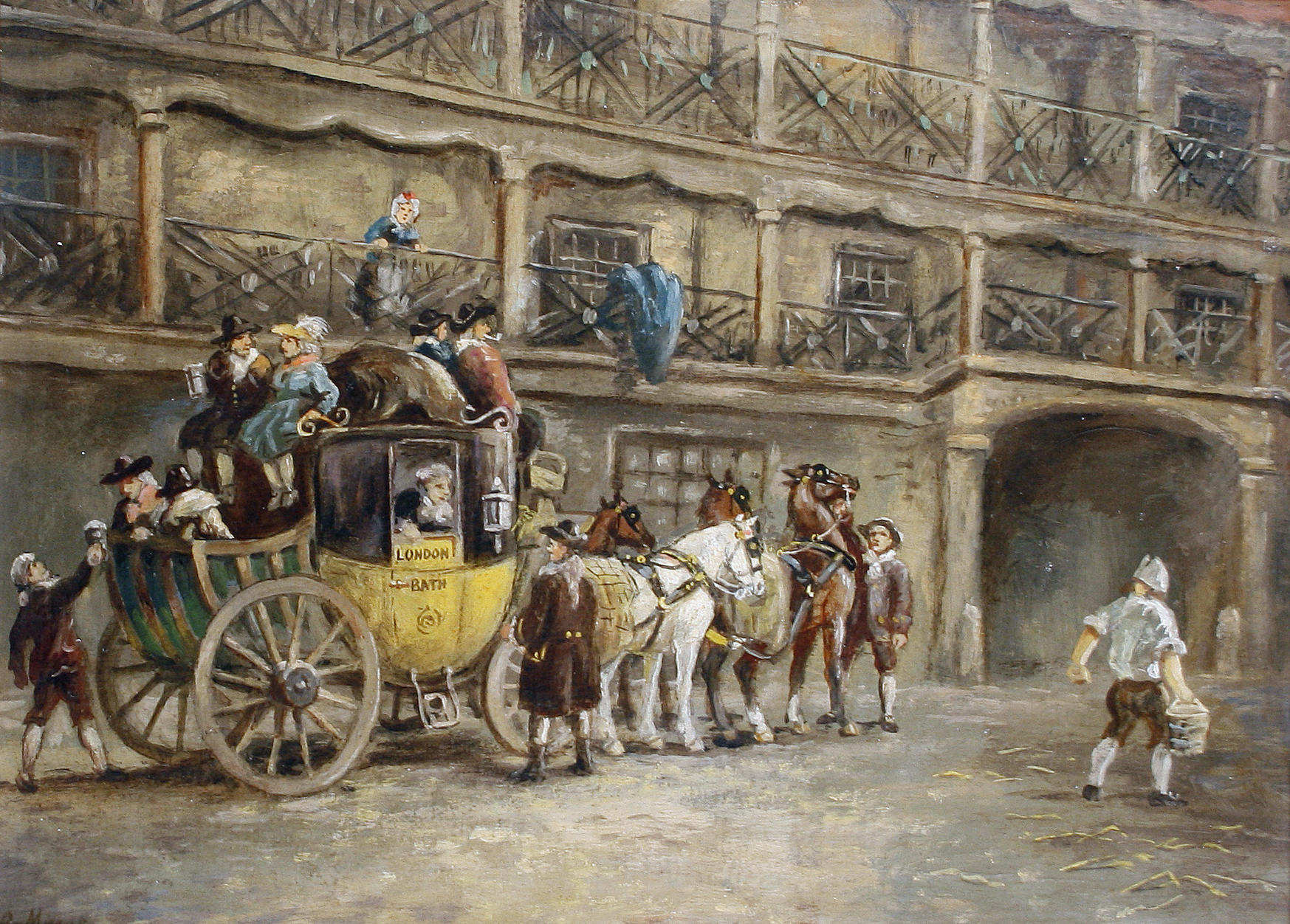
The London to Bath Coach (sans date)
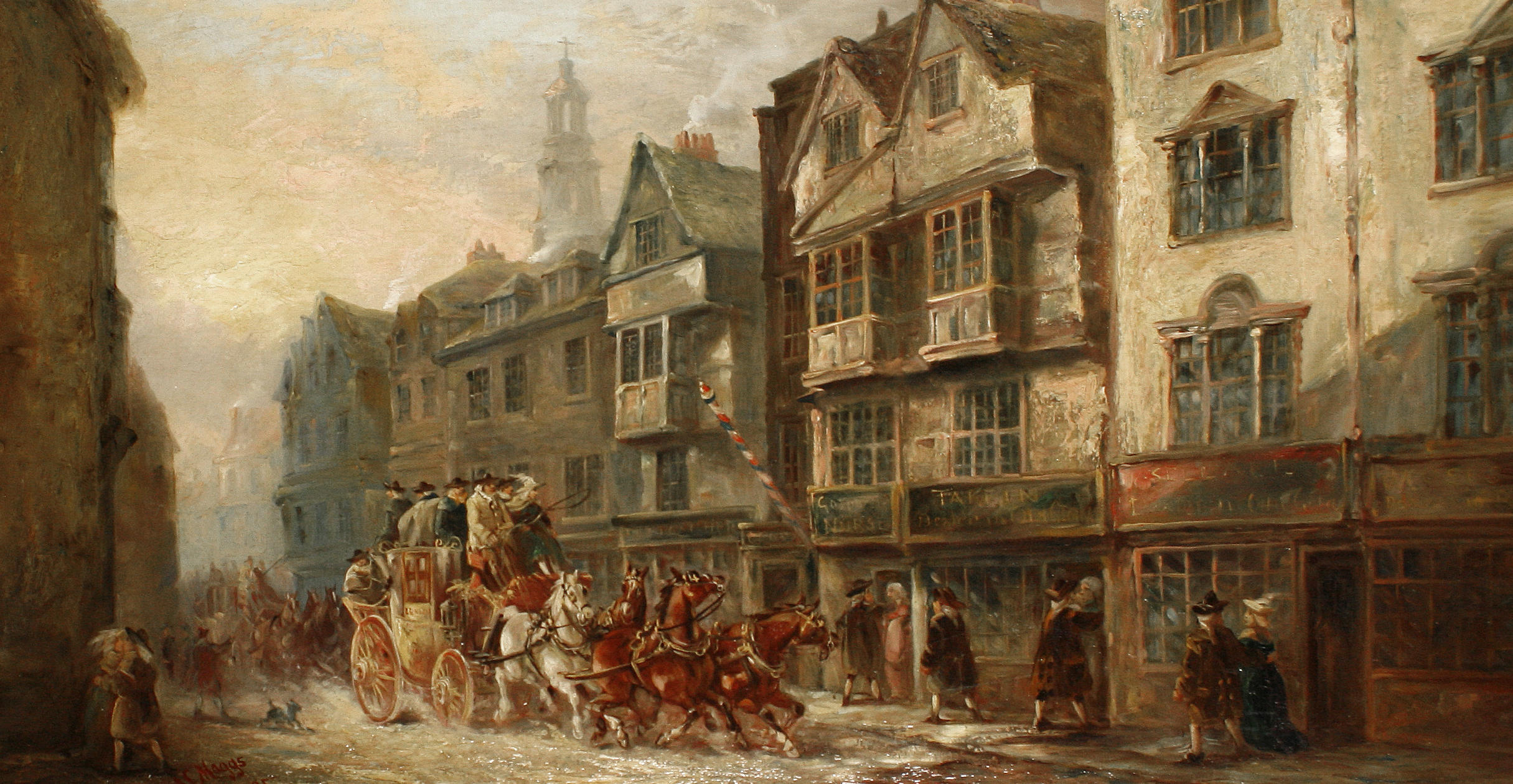
The London to Reading coach (1884)
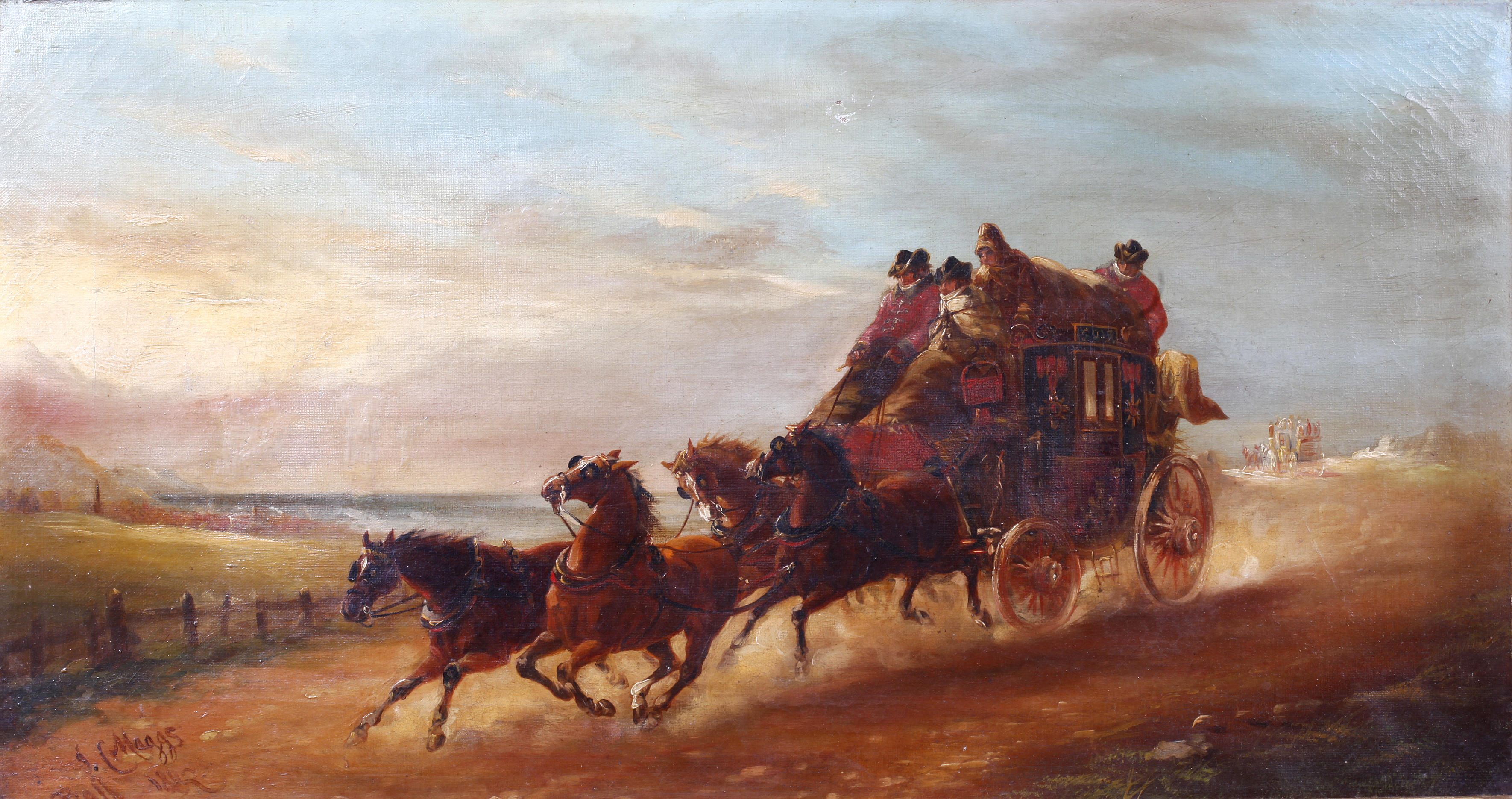
The Mail Coach (1884)
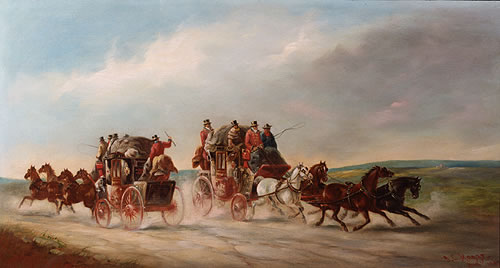
The Brighton-London Mail (1887)
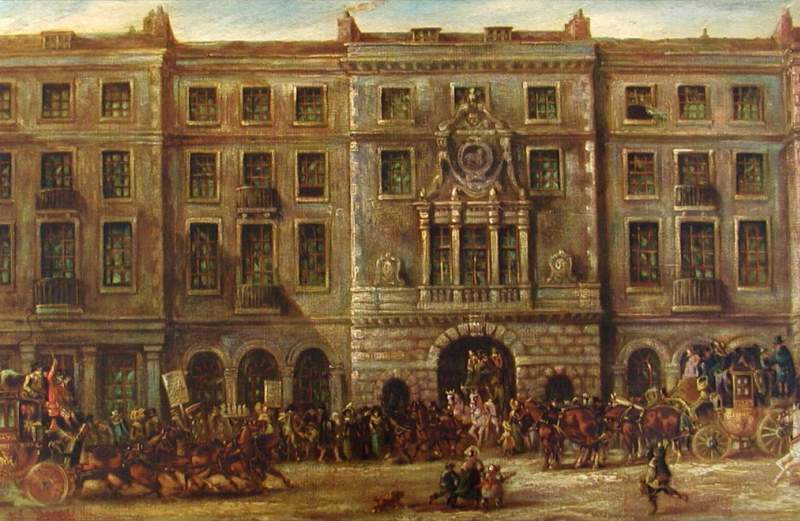
Bull and Mouth Inn (sans date)